# Carlos Alocén
Carlos Alocén, né le 30 décembre 2000 à Saragosse en Espagne, est un joueur espagnol de basket-ball. Il évolue au poste de meneur.

## Biographie
Alocén est le fils d'Alberto Alocén (es), lui aussi joueur professionnel de basket-ball.
Alocén participe au Championnat d'Europe des 16 ans et moins à l'été 2016 avec la sélection espagnole. L'équipe, dont fait partie Usman Garuba, remporte la compétition et Alocén est le meilleur passeur de la compétition avec 6,4 passes décisives par rencontre.
En octobre 2016, Alocén fait sa première apparition en Liga ACB, la première division. À 15 ans et 10 mois, Alocén devient le plus jeune joueur à entrer en jeu pour Saragosse et le troisième plus jeune en Liga derrière Ángel Rebolo et Ricky Rubio.
Alocén participe au Championnat d'Europe des 18 ans et moins 2018 avec l'Espagne. L'Espagne termine à la 9e place mais Alocén est meilleur passeur de la compétition avec 6,4 passes décisives par rencontre.
En février 2019, Alocén reçoit sa première sélection en équipe d'Espagne.
À l'issue de la saison 2018-2019, Alocén est nommé meilleur jeune de la Liga ACB et succède à Luka Dončić,. Il est aussi choisi dans la meilleure équipe de jeunes de la Liga avec Vlatko Čančar, Xabier López-Arostegui, Jordan Sakho (en) et Santiago Yusta.
En juillet 2019, le Real Madrid recrute Alocén qui y signe un contrat de 5 ans. Le joueur reste cependant une saison à Saragosse en prêt avant de rejoindre le Real.
En juillet 2019, Alocén participe au Championnat d'Europe des 20 ans et moins avec l'Espagne. L'équipe obtient une médaille d'argent, battue en finale par Israël. Alocén fait partie de l'équipe-type de la compétition avec son compatriote Sergi Martínez (es), l'Allemand Philipp Herkenhoff (de) et les Israéliens Deni Avdija et Yam Madar.
En juin 2020, Alocén est largement élu, pour la deuxième année consécutive, meilleur jeune de la Liga ACB. Il devance Usman Garuba et Nenad Dimitrijević (en).
Alocén est aussi sélectionné dans l'équipe-type des espoirs de la Liga ACB de la saison 2020-2021, avec son coéquipier et meilleur jeune Usman Garuba, Leandro Bolmaro, Yannick Nzosa et Dino Radončić,.
Blessé au ligament croisé antérieur en février 2022, Alocén ne joue pas pendant une saison et demie et reprend la compétition en novembre 2023. Son contrat avec le Real est rompu à la fin de la saison 2023-2024. En juin 2024, il rejoint le CB Gran Canaria, en première division espagnole, pour deux saisons.

## Palmarès
- Médaille d'argent au Championnat d'Europe des 20 ans et moins 2019
- Meilleur jeune joueur de la saison 2018-2019 et 2019-2020 en Liga ACB
- Membre de l'équipe-type des jeunes joueurs de la saison 2018-2019
- Médaille d'or au Championnat d'Europe des 16 ans et moins 2016
- Champion d'Espagne en 2022
- Vainqueur de la coupe du Roi en 2024.